# Damien Dumusois
Damien Dumusois, né le 2 juillet 1979 au Creusot, est un arbitre international de tennis français.

## Biographie
Damien Dumusois a joué au tennis au club du TC Montchanin et a été classé 15/3. Il a débuté l'arbitrage à l'âge de 15 ans et est diplômé d'une licence de management de l'Université de Dijon.
Employé par l'ATP, il devient en 2009 le 5e arbitre français en activité à l'obtenir le badge d'or, plus haute distinction en matière d'arbitrage.
Il est notamment connu pour avoir officié à six reprises la finale messieurs des Internationaux de France en 2012, 2015, 2016, 2018, 2020 (finale qui contrairement aux précédentes a eu lieu en octobre) et 2023. Il a aussi arbitré la finale dames en 2010 opposant Francesca Schiavone à Samantha Stosur et celle du tournoi masculin de Wimbledon en 2017 entre Roger Federer et Marin Čilić.
Il est également l'arbitre de la finale du tournoi olympique du simple messieurs des Jeux olympiques d'été de 2024 à Roland-Garros, opposant Novak Djokovic et Carlos Alcaraz.
En 2015, il se fait remarquer en se faisant invectiver par Fabio Fognini lors du tournoi de Cincinnati après lui avoir refusé un "challenge".